# إكسيلو (ميزوري)
إكسيلو (بالإنجليزية: Excello)‏ هي إحدى المجتمعات الفردية (غير مصنفة) في ولاية ميزوري في الولايات المتحدة الأمريكية.